# یولو، کوئینزلند
یولو (به انگلیسی: Eulo) یک شهرک در استرالیا است که در کوئینزلند واقع شده‌است.